# Halina Kołdras-Bartnicka
Halina Kołdras-Bartnicka (ur. 15 maja 1958 w Grodkowie) – polska hokeistka na trawie, olimpijka.
Córka Władysława Kołdrasa i Józefy ze Słowiaków, ukończyła w 1973 Zasadniczą Szkołę Handlową w Nysie, uzyskując zawód sprzedawczyni. W latach 1974–1997 uprawiała hokej w LKS Plonie Skoroszyce, gdzie jej trenerem był Benon Szychowiak; zdobyła tytuł wicemistrzyni Polski (1978) i pięć brązowych medali mistrzostw Polski (1976, 1977, 1979, 1981, 1983) na otwartych boiskach, była także dwukrotnie halową wicemistrzynią Polski (1978, 1980). Grała na pozycji ofensywnego pomocnika.
W latach 1979–1982 wystąpiła w 21 meczach reprezentacji narodowej. Grała m.in. na igrzyskach olimpijskich w Moskwie w 1980, gdzie kobiecy hokej debiutował jako dyscyplina olimpijska. Reprezentacja Polski zajęła na igrzyskach 6. (ostatnie) miejsce.
W 1980 otrzymała tytuł Mistrzyni Sportu, w 1997 tytuł zasłużonej działaczki Ludowego Związku Sportowego. Z małżeństwa z Jerzym Bartnickim ma dwoje dzieci (Martę, ur. 1984 i Wojciecha, ur. 1985). Ze sportem związane było jej rodzeństwo – bracia Andrzej i Zbigniew grali w piłkę nożną, siostry Jadwiga i Renata uprawiały hokej na trawie. Siostra Jadwiga również uczestniczyła w olimpiadzie w Moskwie.